# Arthur Stockhoff
Arthur Martin Stockhoff (9. november 1879 i St. Louis – 20. oktober 1934 smst) var en amerikansk roer som deltog i OL 1904 i St. Louis.
Stockhoff blev olympisk mester i roning under OL 1904 i St. Louis. Han vandt firer uden styrmand sammen med August Erker, George Dietz og Albert Nasse. Mandskabet repræsenterede Century Boat Club, St. Louis.